# Maritzburg Football Club
Il Maritzburg Football Club è stata una società calcistica sudafricana, con sede a Pietermaritzburg (provincia del Natal).

## Storia
Fondata nel 1953 a Durban come Durban Municipals, la squadra nel 1968 si trasferì a Pietermaritzburg, città rimasta senza rappresentanza nella NFL, divenendo così il Maritzburg Football Club. L'anno seguente si aggiudica il suo primo e unico trofeo, la National Football League Cup, battendo in finale il Cape Town City.
Il Maritzburg ottenne nella sua permanenza in NFL come miglior piazzamento tre terzi posti nelle stagioni NFL 1970, NFL 1974 e NFL 1975.
Al termine del campionato del 1977, l'ultimo della NFL prima della fusione con la NSPL, il Maritzburg FC cessò ogni attività.

## Palmarès

### Competizioni nazionali
- National Football League Cup: 1

1969